# Вокзал Чгатрапаті-Шиваджі
Вокзал Чгатрапаті-Шиваджі (англ. Chhatrapati Shivaji Terminus, CST, мар. छत्रपती शिवाजी टर्मिनल, раніше Victoria Terminus) — історичний вокзал в індійському місті Мумбаї, один із найбагатолюдніших вокзалів Індії. Як і найбільший аеропорт країни, Міжнародний аеропорт імені Чатрапаті Шиваджі, він названий на честь національного героя Індії Чгатрапаті Шиваджі.

## Будівля
Будівля вокзалу є украй хитромудрия, навіть химерним, поєднанням традиційної для вікторіанського періоду неоготичної архітектури з мотивами індо-сарацинського стилю (кам'яний купол, башточки, стрілчасті арки і ускладнений план). Всередині вокзал прикрашений різьбленням по дереву, залізними та мідними поручнями, головні сходи виконані з балюстрадою. Будівля спроєктована британським архітектором Ф. У. Стівенсом, будівництво почалося в 1878 році й продовжувалося 10 років. Вокзал був названий на честь королеви Вікторії, але в 1996 році вокзал змінив назву.
Вокзал є символом міста Мумбаї, головного міжнародного торгового порту Індії. 2004 року вокзал був включений до списку Світової спадщини ЮНЕСКО.
Поряд з вокзалом розташований центральний офіс газет The Times of India і Gateway of India.

## Приміська залізнична мережа
На вокзалі розташований центральний офіс Central Railways (підрозділу Indian Railways). Мережа приміських поїздів є однією з важливих складових транспортної системи агломерації Мумбаї. Вокзал обслуговує поїзди дальнього сполучення та приміські потяги ліній Central Line і Harbour line. Вокзал Чгатрапаті-Шиваджі є найзахіднішим вузлом системи Central Railway. Приміські потяги, що вирушають з нього, йдуть до міст Касара, Панвел, Хополі, Домбівлі, Кальян, Асангаон, Тітвала, Амбернат, Бадлапур, Тхана і Дахану.